# Kremser Straße
De Kremser Straße B37 is een Bundesstraße in de Oostenrijkse deelstaat Neder-Oostenrijk.
De weg verbindt Krems an der Donau via Lengenfeld en Gföhl met Rastenfeld, de weg is 35,4 km lang.
Routebeschrijving
De B37 begint in het zuiden van Krems an der Donau op een knooppunt met de B37a en de B33. De weg loopt in noordelijke richting door Krems en kruist bij afrit Krems-Mitts de B3. De weg loopt in noordelijke richting door en kruist bij afrit Krems-Nord de B35. en loopt verder naar het noordwesten via de rondweg van Gneixendorf waar bij afrit Langenlois de B218 aansluit. Vervolgens loopt de B37 via de rondwegen van Starzing,  Lengenfeld en Gföhl. waar bij afrit Gföhl-nord de B32 aansluit. De B37 loopt verder naar Rastenfeld waar ze eindigt op een kruising met de B38.
Geschiedenis
De weg vanuit Krems via Loiwein, Brunn en Marbach naar Rastenberg behoort tot de 17 wegen die in 1866 tot Neder-Oostenrijkse Landesstraßen werden verklaard. Op wegen werd vanaf 15 juli 1861 tol geheven.
De Krems-Waidhofener Straße behoort sinds 1 April 1948 tot het net van Bundesstraßen in Oostenrijk. Oorspronkelijk liep ze door het dal van het riviertje de  Krems via Brunn am Wald, Zwettl en Vitis naar Waidhofen an der Thaya. Sinds 1971 wordt het gedeelte tussen Zwettl en Waidhofen als Zwettler Straße aangeduid, de B37 eindigt sindsdien in Rastenfeld. In 2002 volgt de overdracht van de weg aan de deelstaatsregering van Neder-Oostenrijk en werd het een Landssestraße in de categorie B.
Met de opening van de Donaubrücke Traismauer eind oktober 2010 kwam het gedeelte van Knoten Traismauer tot aan afrit Krems-Süd van de S33 als Schnellstraße te vervallen en werd onderdeel van de  Kremser Straße B37.
B1 · 
B2 · 
B3 · 
B4 · 
B5 · 
B6 · 
B7 · 
B8 · 
B9 · 
B10 · 
B11 · 
B12 · 
B13 · 
B14 · 
B15 · 
B16 · 
B17 · 
B18 · 
B19 · 
B20 ·  
B21 · 
B22 · 
B23 · 
B24 · 
B25 · 
B26 · 
B27 · 
B28 · 
B29 · 
B30 · 
B31 · 
B32 · 
B33 · 
B34 · 
B35 · 
B36 · 
B37 · 
B38 · 
B39 · 
B40 · 
B41 · 
B42 · 
B43 · 
B44 · 
B45 · 
B46 · 
B47 · 
B48 · 
B49 · 
B50 · 
B51 · 
B52 · 
B53 · 
B54 · 
B55 · 
B56 · 
B57 · 
B58 · 
B59 · 
B60 · 
B61 · 
B62 · 
B63 · 
B64 · 
B65 · 
B66 · 
B67 · 
B68 · 
B69 · 
B70 · 
B71 · 
B72 · 
B73 · 
B74 · 
B75 · 
B76 · 
B77 · 
B78 · 
B79 · 
B80 · 
B81 · 
B82 · 
B83 · 
B84 · 
B85 · 
B86 · 
B87 · 
B88 · 
B89 · 
B90 · 
B91 · 
B92 · 
B93 · 
B94 · 
B95 · 
B96 · 
B97 · 
B98 · 
B99 · 
B100 · 
B105 · 
B106 · 
B107 · 
B108 · 
B109 · 
B110 · 
B111 · 
B113 · 
B114 · 
B115 · 
B116 · 
B117 · 
B119 · 
B120 · 
B121 · 
B122 · 
B123 · 
B124 · 
B125 · 
B126 · 
B127 · 
B129 · 
B130 · 
B131 · 
B132 · 
B133 · 
B134 · 
B135 · 
B136 · 
B137 · 
B138 · 
B139 · 
B140 · 
B141 · 
B142 · 
B143 · 
B144 · 
B145 · 
B146 · 
B147 · 
B148 · 
B149 · 
B150 · 
B151 · 
B152 · 
B153 · 
B154 · 
B155 · 
B156 · 
B158 · 
B159 · 
B160 · 
B161 · 
B162 · 
B163 · 
B164 · 
B165 · 
B166 · 
B167 · 
B168 · 
B169 · 
B170 · 
B171 · 
B172 · 
B173 · 
B174 · 
B175 · 
B176 · 
B177 · 
B178 · 
B179 · 
B180 · 
B181 · 
B182 · 
B183 · 
B184 · 
B185 · 
B186 · 
B187 · 
B188 · 
B189 · 
B190 · 
B191 · 
B192 · 
B193 · 
B197 · 
B198 · 
B199 · 
B200 · 
B201 · 
B202 · 
B203 · 
B204 · 
B205 · 
B209 · 
B210 · 
B211 · 
B212 · 
B213 · 
B214 · 
B215 · 
B216 · 
B217 · 
B218 · 
B219 · 
B220 · 
B221 · 
B222 · 
B223 · 
B224 · 
B225 · 
B226 · 
B227 · 
B228 · 
B229 · 
B230 · 
B303 · 
B305 · 
B309 · 
B310 · 
B311 · 
B316 · 
B317 · 
B319 · 
B320